# Amolops kaulbacki
Amolops kaulbacki es una especie de anfibio anuro de la familia Ranidae. Se distribuye por el valle Nam Tamai al norte de Birmania, aunque podría encontrarse también en el noreste de India y en China. Se conoce muy poco de esta especie, pero se cree que habita junto a cascadas y en zonas de torrentera.